# Hydraena gracilis
Hydraena gracilis är en skalbaggsart som beskrevs av Ernst Friedrich Germar 1824. Hydraena gracilis ingår i släktet Hydraena och familjen vattenbrynsbaggar. Arten är reproducerande i Sverige.

## Underarter
Arten delas in i följande underarter:
- H. g. gracilis
- H. g. balcanica